# Saint-Juire-Champgillon
 Saint-Juire-Champgillon  es una población y comuna francesa, en la región de Países del Loira, departamento de Vendée, en el distrito de Fontenay-le-Comte y cantón de Sainte-Hermine.

## Demografía
| 698 | 652 | 601 | 485 | 436 | 447 |
| Para los censos de 1962 a 1999 la población legal corresponde a la población sin duplicidades (Fuente: INSEE [Consultar]) |     |     |     |     |     |